# Augea (Locride)
Augea (in greco antico: Αυγείαι?) era una città dell'antica Grecia ubicata nella Locride.

## Storia
Viene menzionata da Omero nel catalogo delle navi dell'Iliade.
All'epoca di Strabone, Augías la città non esisteva più e il suo territorio era stato occupato dagli abitanti di Escarfia.